# آزلنیدیپین
آزلنیدیپین (انگلیسی: Azelnidipine) (با نام تجاری CalBlock) یک مسدودکننده کانال کلسیم دی هیدروپیریدینی است. آزلنیدیپین مسدود کننده کانال کلسیم L و T است. برخلاف نیکاردیپین، شروع تدریجی دارد و اثر ضد فشار خون طولانی‌مدتی دارد و افزایش کمی در ضربان قلب دارد.